# Apiol
Apiol – organiczny, aromatyczny związek chemiczny. Występuje naturalnie w nasionach pietruszki. Dawniej apiol, w formie olejku z nasion pietruszki był używany w medycynie do leczenia zaburzeń menstruacji a także do aborcji.